# Akwasi Bretuo Assensoh
Akwasi Bretuo Assensoh (Dunkwa-On-Offin, 1 de abril de 1946) es un académico y periodista ghanés. Es profesor emérito de Estudios Afroamericanos y de la Diáspora Africana en la Universidad de Indiana Bloomington.

## Primeros años
Assensoh nació el 1 de abril de 1946 en Dunkwa-On-Offin, Costa de Oro británica, hijo de Opanin Kwabena y Abena Amoateng. Se mudó a Estados Unidos en 1978. Obtuvo su licenciatura en Historia y Política de la Universidad de Dillard en 1981. En 1982 obtuvo su maestría por la Universidad de Nueva York y su doctorado en 1984 por la misma universidad.

## Carrera
Assensoh comenzó como editor asistente del Daily Listener, Chronicle y Digest en Monrovia, Liberia. En 1968, fue ascendido a editor y un año después fue nombrado subdirector de The Pioneer, un periódico de Kumasi, Ghana. De 1970 a 1972, trabajó como columnista sindicado para Compass News Features en Luxemburgo.
Después de completar su investigación doctoral en 1984, Assensoh fue nombrado profesor asociado de Historia en la Universidad de Dillard. Trabajó en esta capacidad de 1984 a 1988, y en 1986 trabajó como Director de programas de honores. Se convirtió en editor asistente de King Papers Project y profesor asistente visitante de Historia en la Universidad de Stanford en 1988.

## Vida personal
Assensoh se casó con Irenita Benbow el 19 de marzo de 1981. Juntos tienen dos hijos. Más tarde se casó con la Dra. Yvette Alex-Assensoh y juntos tienen dos hijos.

## Obra seleccionada
- Kwame Nkrumah: Seis años en el exilio, 1966-72'", (1978)[4][6]
- Mujer negra: una historia africana (novela), (1980)[4]
- Mujer : Una historia africana (novela), (1980)[4]
- Campus Life (obra en tres actos), (1981)[4]
- África en retrospectiva, (1985)[4][7]
- Martin Luther King, Jr. y la búsqueda de la integración racial en Estados Unidos, (1987)[4][8]
- Kwame Nkrumah de África: sus años de formación y el comienzo de su carrera política, 1935-1948, (1989)[9]
- Liderazgo político africano: Jomo Kenyatta, Kwame Nkrumah y Julius K. Nyerere, (1998)[10]
- Historia y política militar africana: golpes de estado e incursiones ideológicas, 1900-presente, (2002)[11]
- Malcolm X: Una biografía, (2013)[1]
- Malcolm X y África, (2016)[12]